# Anton Raphael Mengs

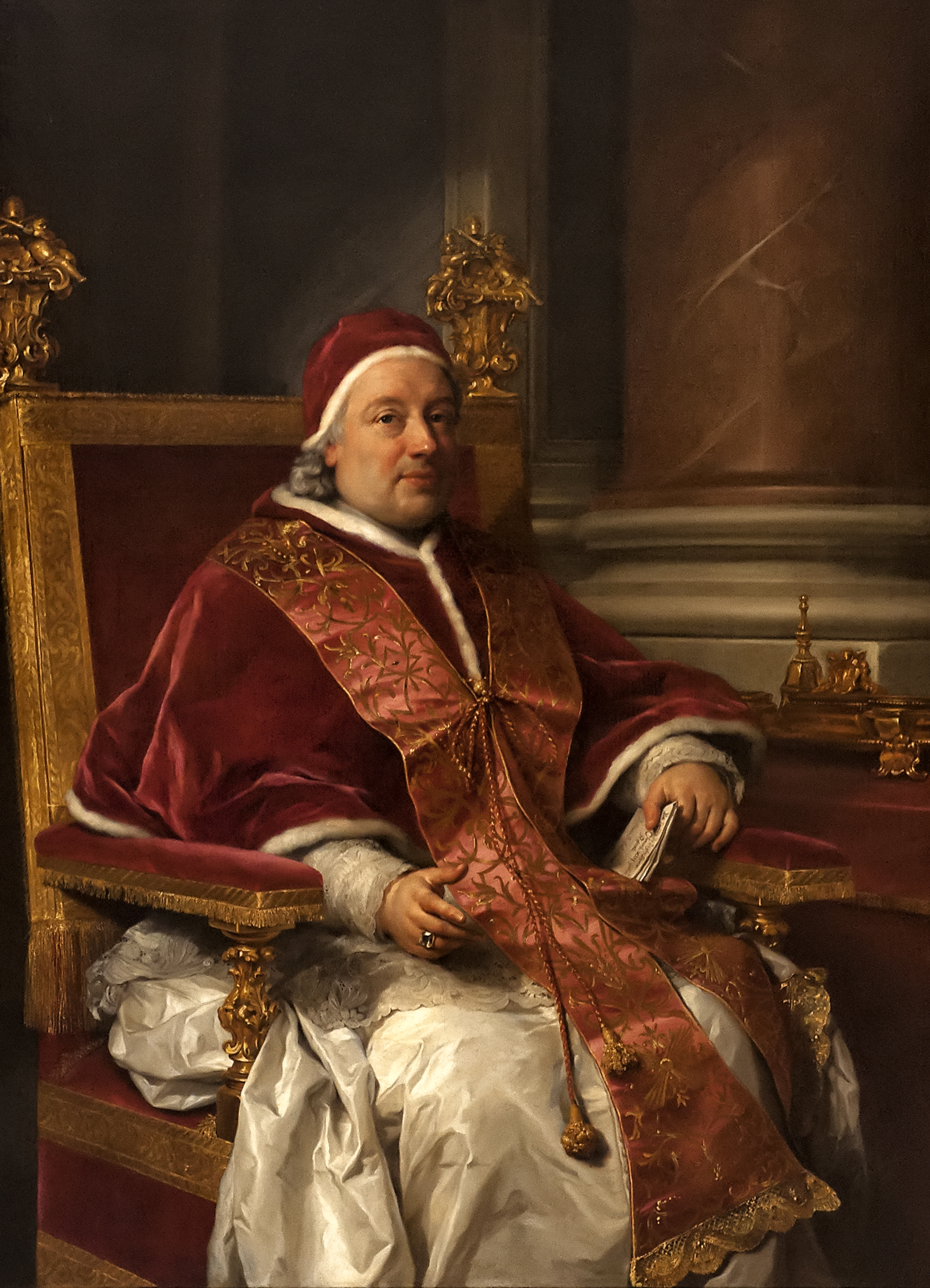
Paus Clemens XIII in de Pinacoteca Nazionale di Bologna

Anton Raphael Mengs (Ústí nad Labem, 22 maart 1728 – Rome, 29 juni 1779) was een Boheemse koninklijke hofschilder en beeldhouwer die werkte in Dresden, Warschau en Rome. Hij was een van de voorlopers van het neoclassicisme. Mengs werd de Duitse Rafaël genoemd en werd tijdens zijn leven als een van de grootste kunstschilders beschouwd. Hij was een tijdlang directeur van de Pinacoteca Nazionale di Bologna en van 1771 tot 1772 van de Accademia di San Luca te Rome. Later is zijn reputatie getaand.

## Levensloop
Mengs was de zoon van een Deense schilder, Ismael Mengs, die zich in Dresden vestigde. In 1741 nam zijn vader hem mee van Dresden naar Rome.
In 1749 werd Mengs door Frederik August II, keurvorst van Saksen, aangesteld tot hofschilder. Dat belette hem niet om veel tijd in Rome door te brengen. Hij huwde daar met Margarita Guazzi die in 1748 voor hem als model werkte. Hij bekeerde zich tot het katholicisme en men benoemde hem in 1754 tot directeur van de Vaticaanse schilderschool. Zijn fresco van Parnassus in de Villa Albani bezorgde hem de reputatie van meesterschilder.
In 1749 aanvaardde Mengs de opdracht van de hertog van Northumberland om een kopie te maken van Rafaëls fresco De school van Athene voor zijn huis in Londen. Het behoort nu tot de collectie van het Victoria and Albert Museum. Mengs overleed in Rome in juni 1779 en werd begraven in de Friezenkerk te Rome.
Hij was drager van de Orde van de Gulden Spoor.

## Carrière
Tweemaal aanvaardde hij uitnodigingen van Karel III van Spanje om naar Madrid te gaan. Daar produceerde hij werk van hoge kwaliteit waaronder het plafond van de gala- en eetzaal van het Koninklijk Paleis van Madrid. Toen hij dit laatste werk had voltooid keerde hij weer naar Rome waar hij twee jaar later overleed, in trieste omstandigheden. Hij liet twintig kinderen na waarvan zeven steun kregen van de koning van Spanje. Zijn portretten en zelfportretten wijzen op aandacht voor het detail en beleving die in zijn grotere werken niet aanwezig zijn.
Zijn band met Johann Joachim Winckelmann heeft zijn historisch belang vergroot. Mengs deelde zijn enthousiasme voor de klassieke oudheid en trachtte de dominantie van neoclassicistische schilderstijl te vestigen. Nochtans blijft de invloed van Romeinse barok sterk aanwezig, zeker in zijn religieusgetinte werken. Hij zou zichzelf graag als eerste neoclassicist hebben gezien terwijl hij misschien de laatste was die de barok nog eens liet schitteren. Rudolf Wittkower schreef: "Als laatste analyse, hij is zowel een einde als een begin".
Mengs rivaliseerde met zijn tijdgenoot en schilder Pompeo Batoni. Hij was tevens bevriend met Giacomo Casanova. Casanova beschreef zijn persoonlijkheid en zijn reputatie via anekdotes in zijn Histoire de Ma Vie.
Naast een groot aantal doeken in Madrid, de Tenhemelopneming en Sint-Jozef in Dresden, Perseus en Andromeda in Sint-Petersburg hoort ook de plafondschildering van de Villa Albani bij zijn belangrijkste werken.

## Jupiter en Ganymedes
Jupiter en Ganymedes (zie afbeelding) was een fresco die Mengs maakte rond 1758-59. Dit werk leidde tot een diepe breuk tussen Mengs en Winckelmann. Mengs had de stijl van de fresco's in Pompeii gekopieerd en suggereerde dat het een antiek origineel was. Winckelmann geloofde in de authenticiteit van het werk en loofde het in zijn boek Geschiedenis van de Antieke Kunst. Toen hij er achter kwam dat Mengs het had gemaakt, vergaf hij Mengs de vernedering nooit. Goethe beschrijft de gebeurtenis in zijn Italienische Reise.

## Galerij

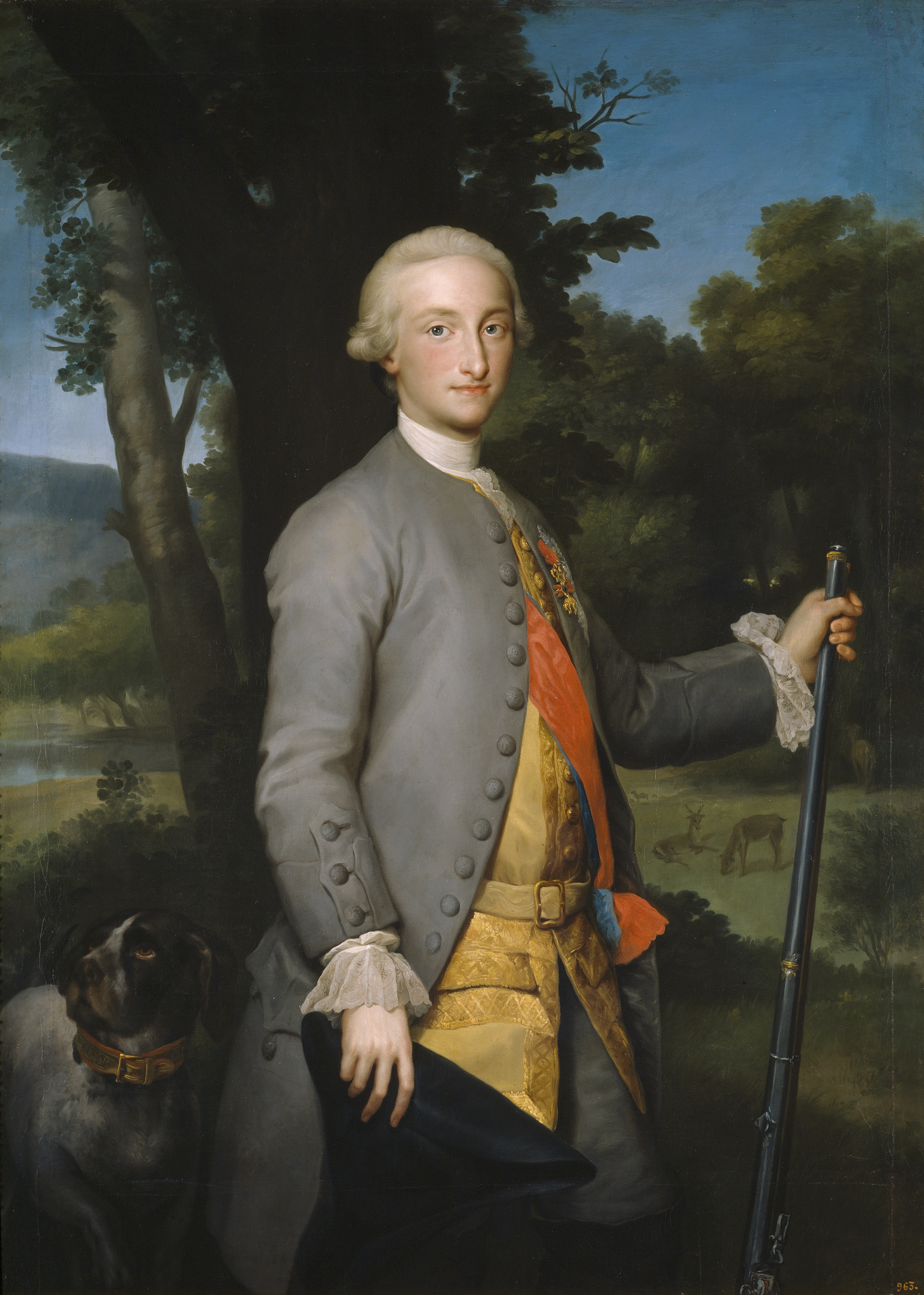
Prins van Asturias toekomstige Karel IV van Spanje (са. 1765)
Portret van Maria Louisa van Spanje
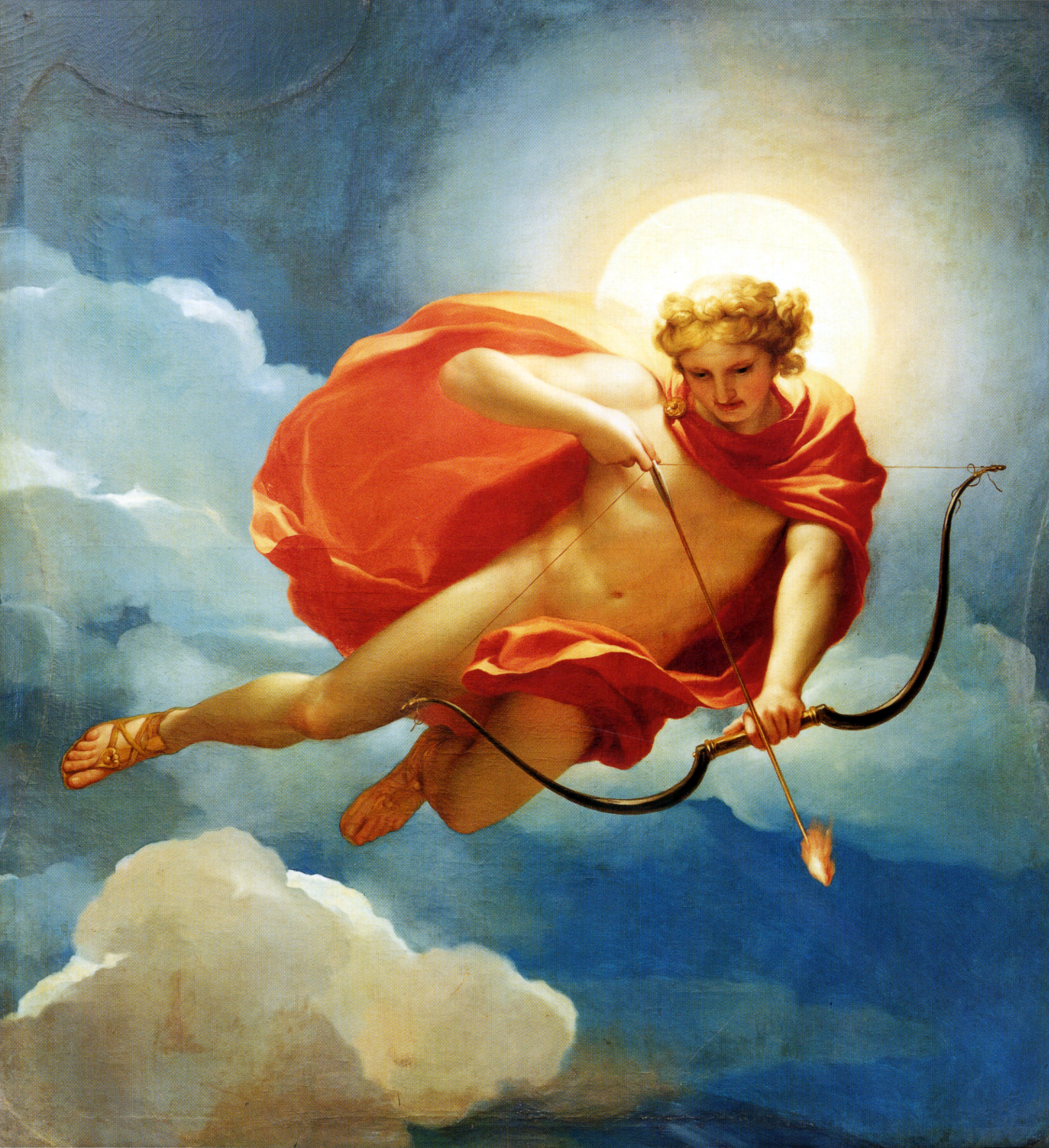
Helios als verpersoonlijking van Middag (ca. 1765)
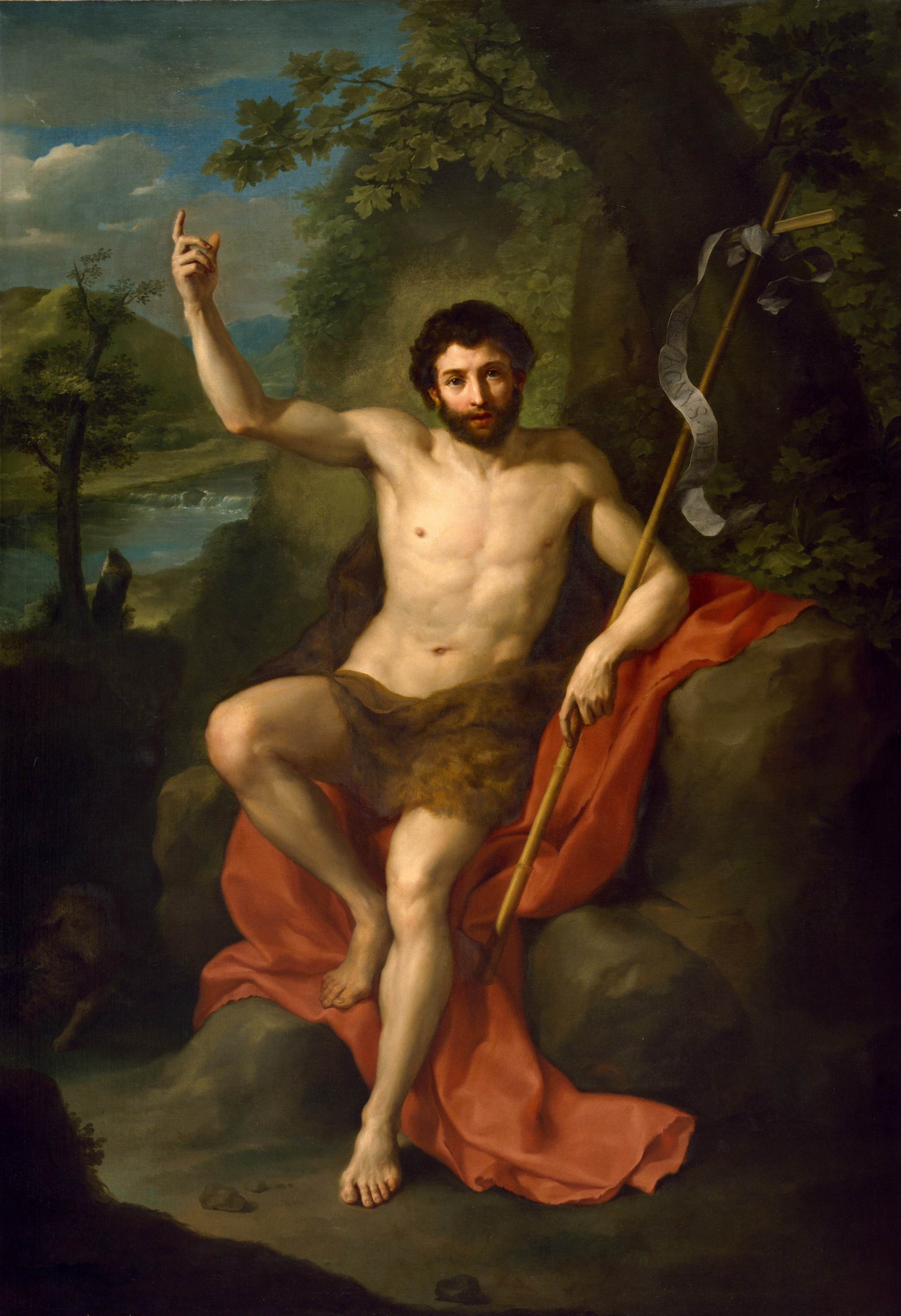
Johannes de Doper predikend in de wildernis
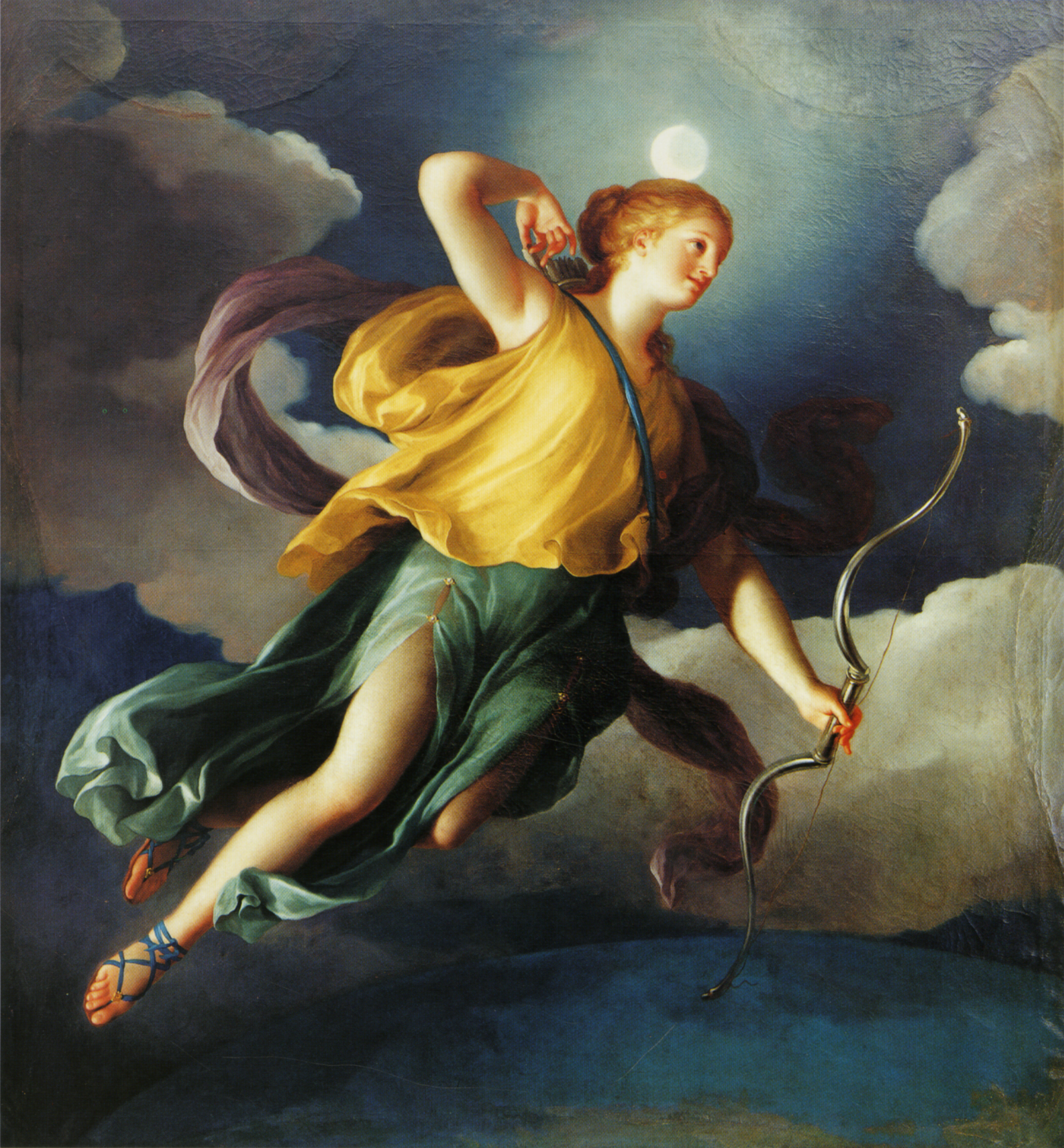
Diana als verpersoonlijking van de Nacht (ca. 1765)
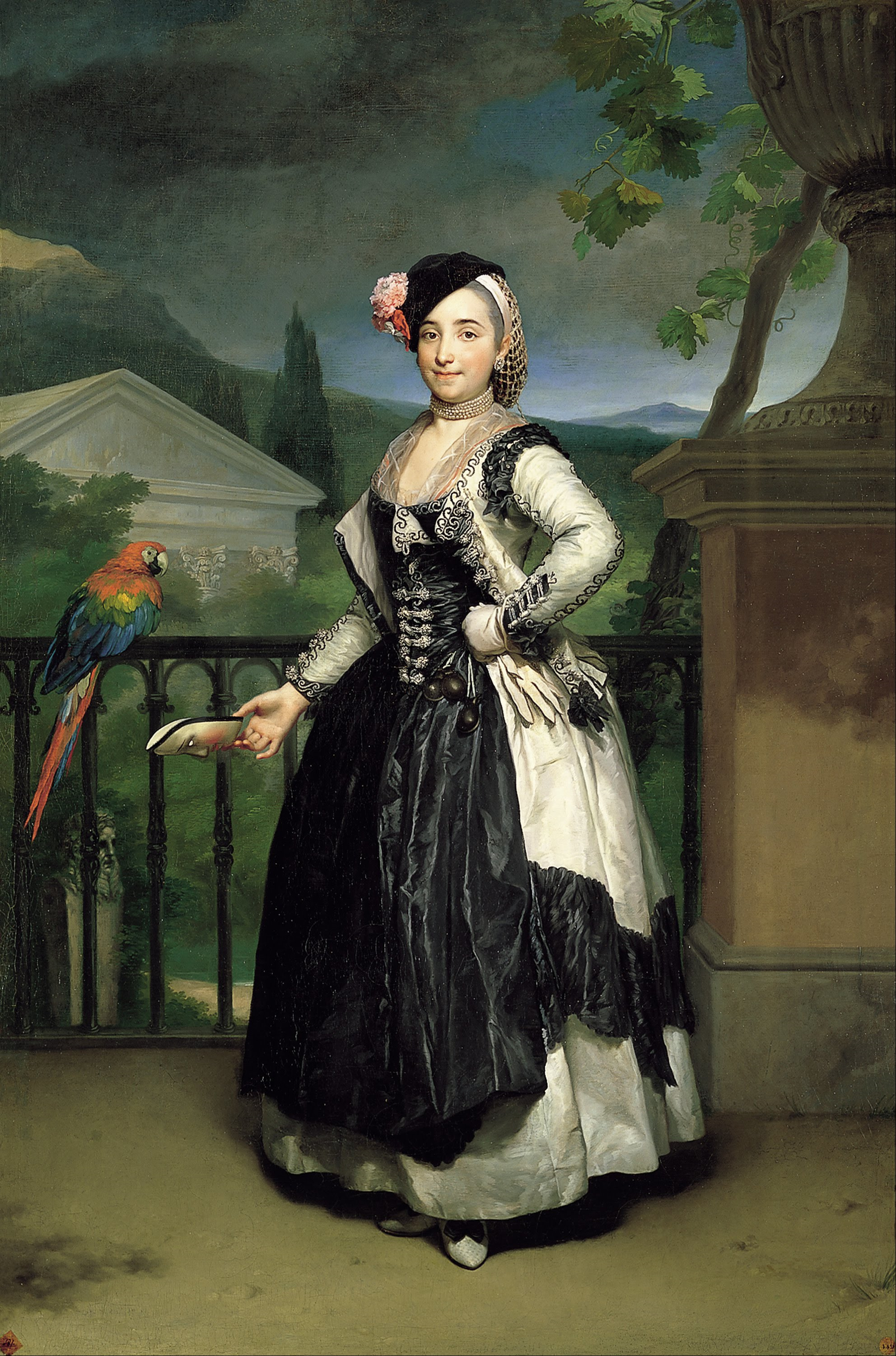
La marquesa de Llano
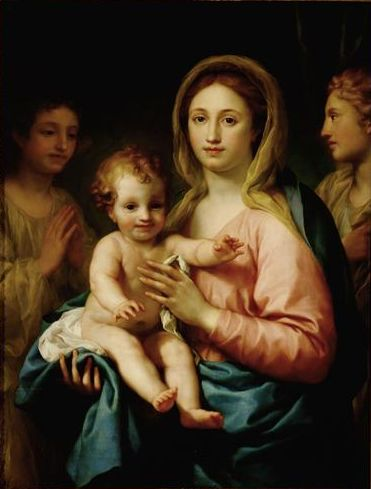
Madonna en Kind
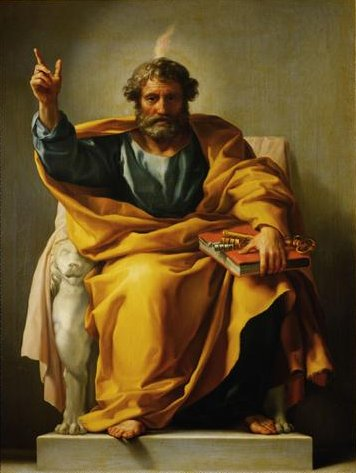
Heilige Petrus
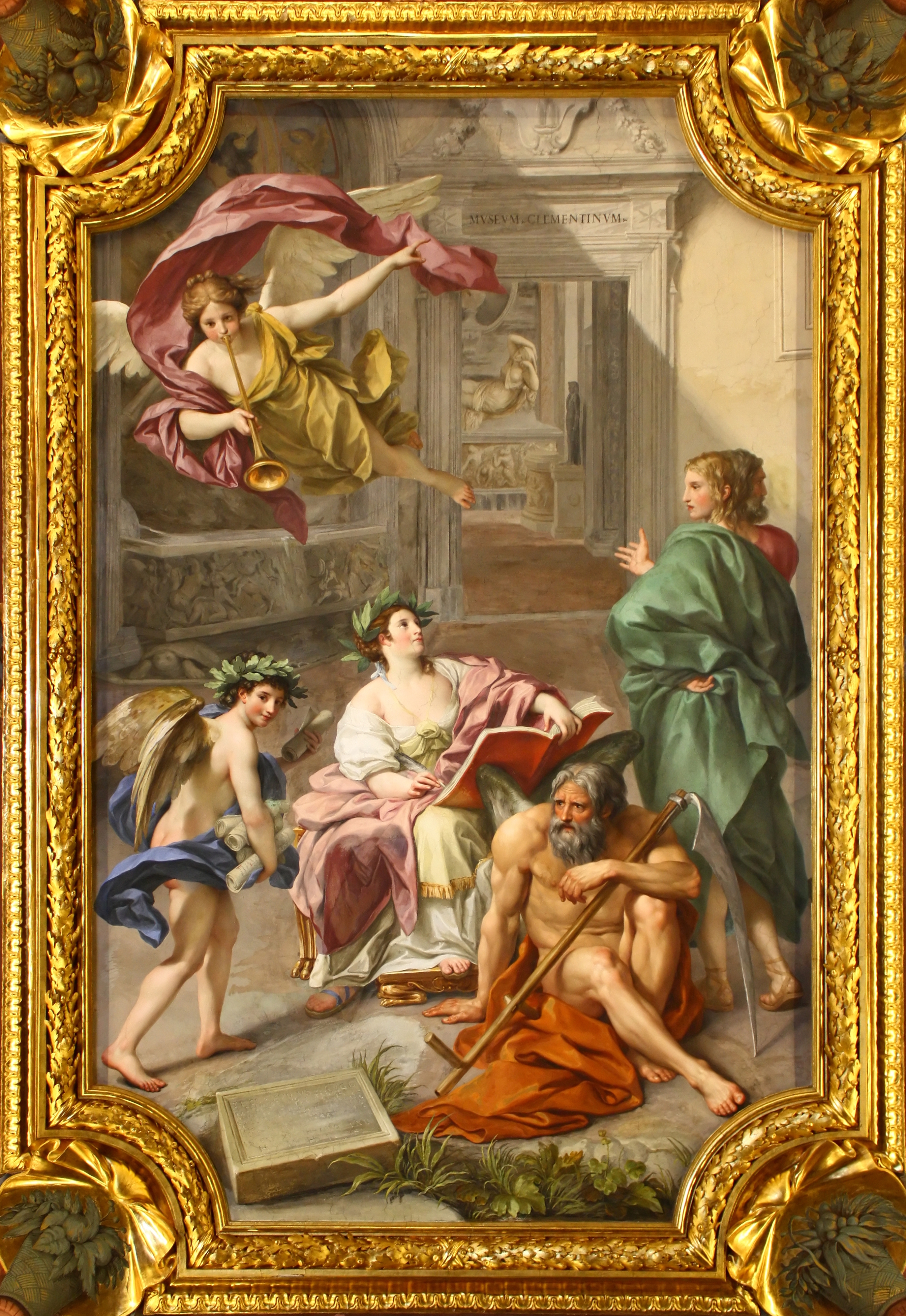
De Triomf van de Geschiedenis over de Tijd, plafond  Vaticaanse Bibliotheek
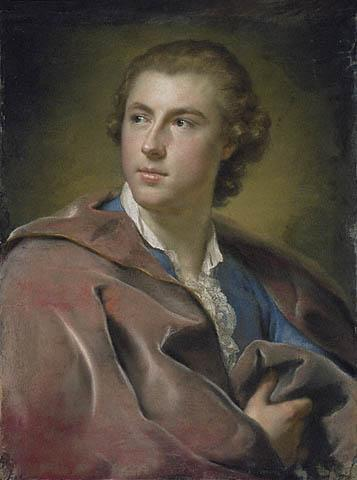
Portret van William Burton Conyngham (1733–1796)
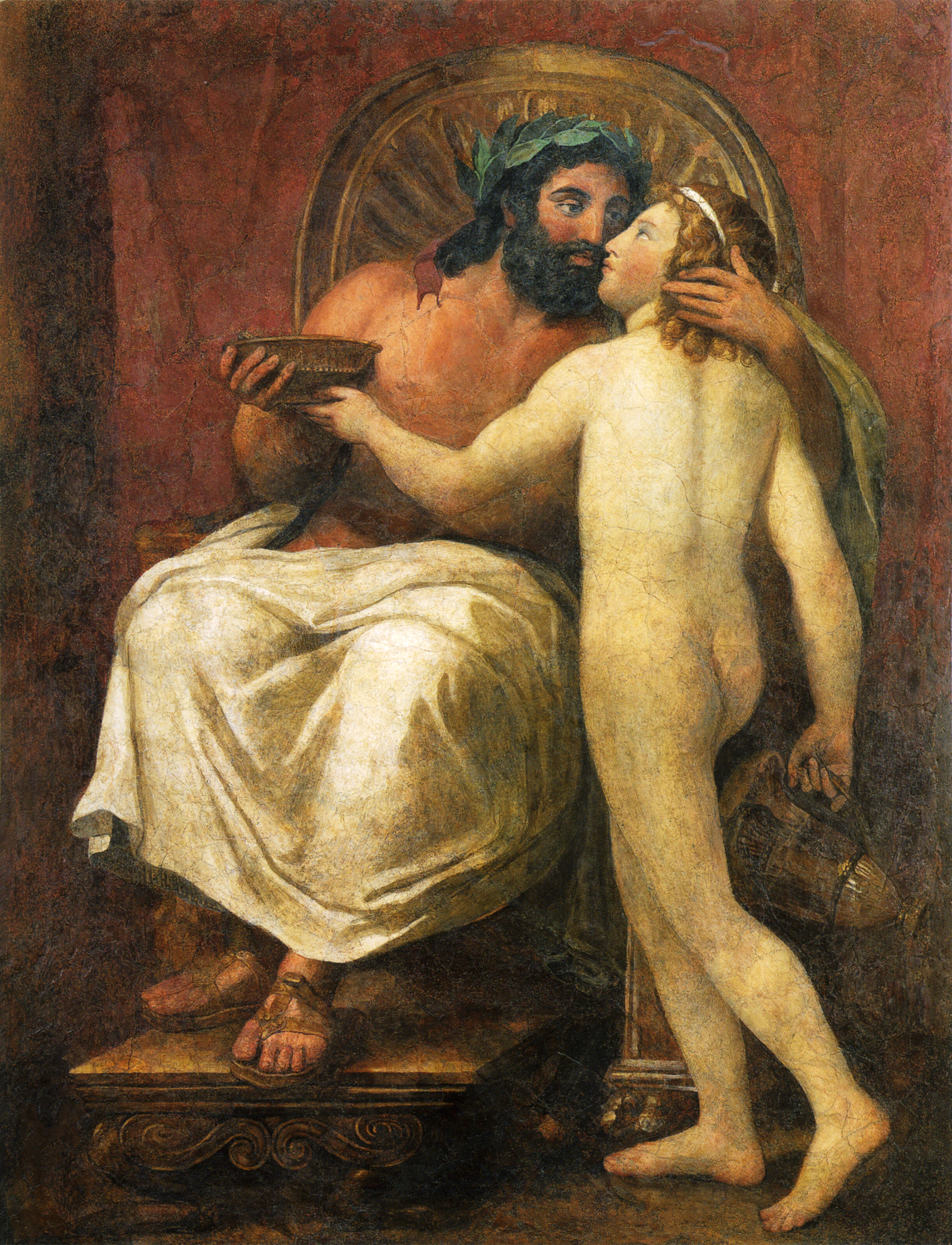
De bekende en notoire fresco van Jupiter en Ganymede, opgezet om Winckelmann te bedriegen, toegewezen aan Mengs en Giovanni Casanova
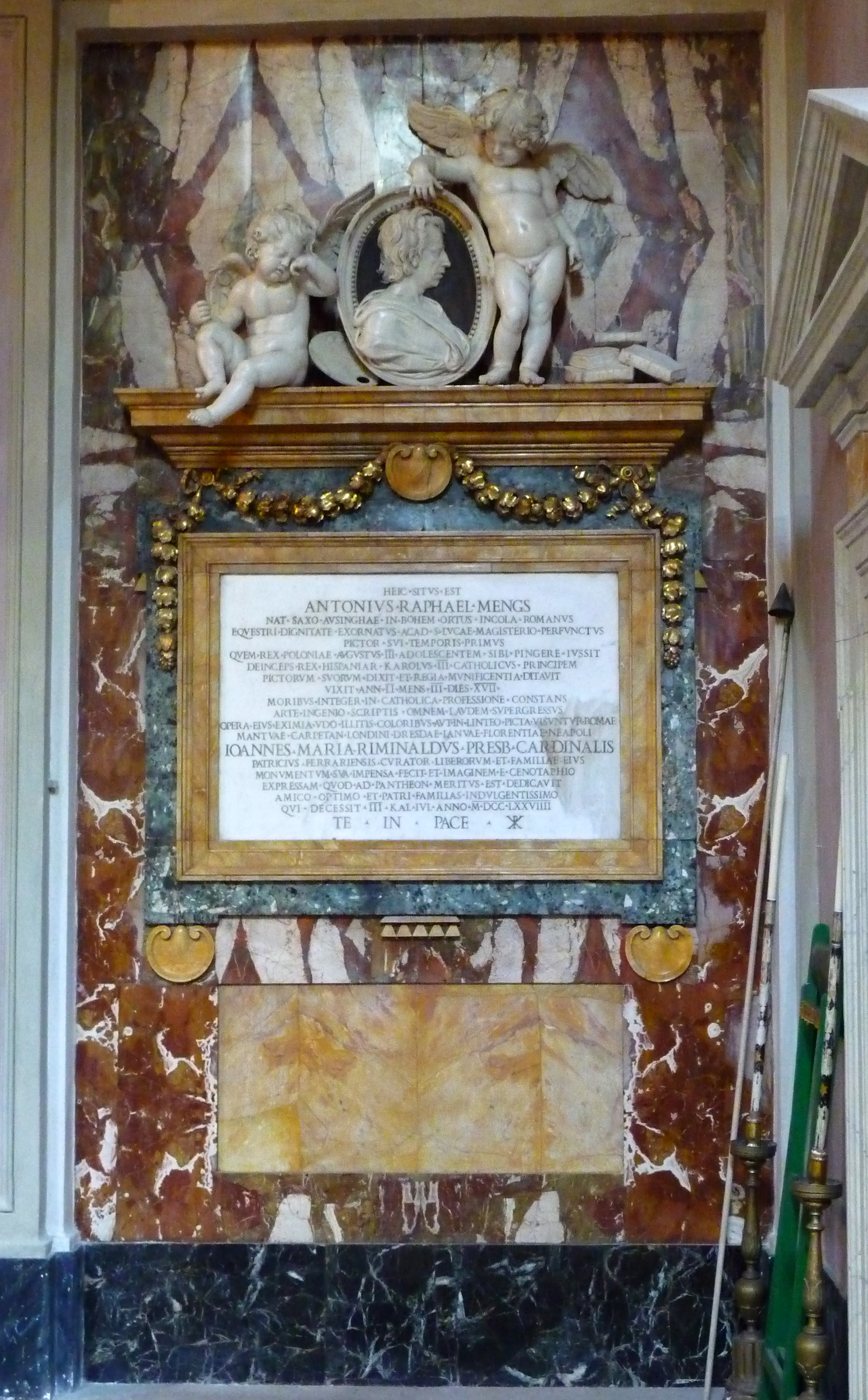
Het graf van Anton Raphael Mengs in de Friezenkerk te Rome

- Art Gallery of South Australia: 13636
- Bibsys: 98075873
- Biblioteca Nacional de España: XX962521
- Bibliothèque nationale de France: cb12112400d (data)
- Catàleg d'autoritats de noms i títols de Catalunya: 981058610226506706
- CiNii: DA08464366
- Gemeinsame Normdatei: 118783270
- International Standard Name Identifier: 0000 0001 0857 5632
- KulturNav: b4d7ba38-2cf9-43ca-9b9b-df7cf8765619
- Library of Congress Control Number: n79089094
- MusicBrainz: ad2ae4cb-be40-454e-8de7-bbafc9253006
- National Gallery of Victoria: 6233
- Nationale Bibliotheek van Tsjechië: ola2003172289
- Nationale bibliotheek van Australië: 36514878
- Nationale Bibliotheek van Israël: 987007273081605171
- Nationale Bibliotheek van Polen: a0000002936361
- Nationale en Universitaire bibliotheek Zagreb: 000111961
- Nederlandse Thesaurus van Auteursnamen: 068723296
- Réseau des bibliothèques de Suisse occidentale: 02-A003583882
- RKD-Nederlands Instituut voor Kunstgeschiedenis: 55231
- Istituto Centrale per il Catalogo Unico: RAVV017882
- LIBRIS: 263975
- SNAC: w6bp0bx2
- Système universitaire de documentation: 027300854
- Trove: 1266190
- Union List of Artist Names: 500009824
- Virtual International Authority File: 54179382
- WorldCat: E39PBJtcBWkC8tGr7y4jxktR8C